# IOS SDK
iOS SDK (iOS Software Development Kit), раніше iPhone SDK — набір засобів розробки (SDK), розроблений Apple Inc. Набір дозволяє розробляти мобільні програми для операційних систем Apple iOS і iPadOS.
iOS SDK можна безкоштовно завантажити для користувачів персональних комп'ютерів Macintosh (або Mac). Він недоступний для ПК з Microsoft Windows. SDK містить набори, які надають розробникам доступ до різноманітних функцій і послуг пристроїв iOS, таких як апаратні та програмні атрибути. Він також містить симулятор iPhone для імітації зовнішнього вигляду пристрою на комп'ютері під час розробки. Нові версії SDK супроводжують нові версії iOS. Щоб тестувати програми, отримувати технічну підтримку та розповсюджувати програми через App Store, розробники повинні підписатися на програму Apple Developer Program.
У поєднанні з Xcode iOS SDK допомагає розробникам писати програми для iOS за допомогою офіційно підтримуваних мов програмування, включаючи Swift і Objective-C. Інші компанії також створили інструменти, які дозволяють розробляти нативні програми для iOS за допомогою відповідних мов програмування.

## Історія
Спочатку розробляючи iPhone до його презентації в 2007 році, тодішній головний виконавчий директор Apple Стів Джобс не мав наміру дозволяти стороннім розробникам створювати нативні програми для операційної системи iOS, натомість скеровуючи їх створювати вебзастосунки для веббраузера Safari. Проте негативна реакція розробників спонукала компанію переглянути це рішення, і Джобс оголосив 17 жовтня 2007 року, що Apple матиме комплект розробки програмного забезпечення (SDK), який стане доступний для розробників до лютого 2008 року. SDK було випущено 6 березня 2008 року.

## Функції
iOS SDK можна безкоштовно завантажити для користувачів Mac. Він недоступний для персональних комп'ютерів Microsoft Windows. Для тестування програми, отримання технічної підтримки та розповсюдження програм через App Store розробники повинні підписатися на програму Apple Developer Program.
Вміст SDK розділено на такі набори:
- Cocoa Touch
  - Мультитач-події та елементи керування
  - Підтримка акселерометра
  - Перегляд ієрархії
  - Локалізація (i18n)
  - Підтримка камери
- Медіа
  - OpenAL
  - Мікшування[en] та запис аудіо
  - Відтворення відео
  - Графічні формати
  - Quartz
  - Core Animation
  - OpenGL ES
- Core Services[en]
  - Робота в мережі
  - Вбудована база даних SQLite
  - Core Location
  - Потоки
  - CoreMotion
- Mac OS X Kernel
  - TCP/IP
  - Сокети
  - Керування живленням[en]
  - Файлова система
  - Безпека

SDK також містить симулятор iPhone, програму, яка використовується для імітації зовнішнього вигляду iPhone на комп'ютері розробника.
Нові версії SDK супроводжують нові версії iOS.

## Мови програмування
iOS SDK у поєднанні з Xcode допомагає розробникам писати програми для iOS за допомогою офіційно підтримуваних мов програмування, включаючи Swift і Objective-C.
Файл .ipa (iOS App Store Package) — це файл архіву програми iOS, у якому зберігається програма iOS.

### Java
У 2008 році Sun Microsystems оголосила про плани випустити віртуальну машину Java (JVM) для iOS на базі Java Platform, Micro Edition. Це дозволило б запускати програми Java на iPhone та iPod Touch. Незабаром після оголошення розробники, ознайомлені з умовами угоди SDK, вважали, що забороняючи стороннім програмам працювати у фоновому режимі (наприклад, відповідаючи на телефонний дзвінок і все одно запускаючи програму), і не дозволяючи програмі завантажувати код з іншого джерела, а також не дозволяючи додатку взаємодіяти з додатком стороннього виробника, зусилля Sun щодо розробки можуть марними без співпраці Apple. Sun також співпрацювала зі сторонньою компанією під назвою Innaworks у спробах впровадити Java на iPhone. Незважаючи на очевидну відсутність інтересу з боку Apple, витік мікропрограми випуску iPhone 2007 року виявив чип ARM із процесором із підтримкою Jazelle для вбудованого виконання Java.

### .NET
У вересні 2009 року Novell оголосила про успішну розробку MonoTouch, програмного середовища, яке дозволяє розробникам писати нативні програми для iPhone на мовах програмування C# і .NET, зберігаючи при цьому сумісність із вимогами Apple.

### Flash
iOS не підтримує Adobe Flash, і хоча Adobe має дві версії свого програмного забезпечення (Flash і Flash Lite), Apple не вважає жодну з них придатною для iPhone, стверджуючи, що повноцінний Flash «занадто повільний, щоб бути корисним», а Flash Lite — «не можна використовувати з Інтернетом».
У жовтні 2009 року компанія Adobe оголосила, що в майбутньому оновленні Creative Suite буде міститися компонент, який дозволить розробникам створювати нативні програми для iPhone за допомогою інструментів розробки Flash. Програмне забезпечення було офіційно випущено як частину колекції професійних програм Creative Suite 5.

### Політика щодо засобів розвитку 2010 року
У квітні 2010 року Apple внесла суперечливі зміни до своєї угоди розробника iPhone (англ. iPhone Developer Agreement), вимагаючи від розробників використовувати лише «схвалені» мови програмування для публікації програм в App Store і забороняючи програми, які використовують інструменти розробки сторонніх розробників. Після негативної реакції розробників і новин про можливе антимонопольне розслідування, Apple знову переглянула свою угоду у вересні, дозволивши використовувати інструменти розробки сторонніх розробників.

### Mac Catalyst
Mac Catalyst, який спочатку називався «Project Marzipan», допомагає розробникам перенести програми iPadOS у macOS і полегшити перенесення програм, розроблених для пристроїв iPadOS, на комп'ютери Mac, уникаючи подвійного написання програмного коду, що лежить в основі цього.